# جوفينتود
نادي أتلتيكو جوفينتود (بالإسبانية: Club Atlético Juventud)‏ هو ناد رياضي من لاس بيدراس، كانيلونيس في أوروغواي. فاز نادي جوفينتود بالترقية إلى دوري الدرجة الأولى في أوروغواي ليبدأ في أغسطس 2007.